# Matematikai szorongás
A matematikai szorongás olyan szorongás, amit valaki készségeitől függetlenül saját számolási képességei felől érez.

## Matematikai szorongás
A matematikai szorongás fogalma sokszor előkerül, amikor iskolások számolási problémáit próbálják a kutatók vizsgálni. Mark H. Ashcraft, úgy határozza meg a jelenséget, mint egyfajta „nyomást, nyugtalanságot vagy félelmet, ami interferál a matematikai teljesítménnyel (2002, p. 1). Az első matematikai szorongást mérő skálát Richardson és Suinn fejlesztették ki 1972-ben. Kifejlesztése óta számos empirikus kutatás használta fel a jelenség vizsgálatára. Hembree (1990) 151 kutatás eredményeit tekintette át metaelemzésében. Ezek alapján kimutatható, hogy a matematikai szorongás kapcsolatban áll a matematikai teszteken mutatott gyenge teljesítménnyel és a matematikával kapcsolatos negatív attitűdökkel. Hembree szerint ezen felül még a matematika elkerülésére irányuló tendenciákkal is kapcsolatban van.
Ashcraft (2002) szerint a magas matematikai szorongású diákok elkerülik az olyan helyzeteket, ahol matematikai egyenleteket kellene megoldaniuk. Sajnos ez az elkerülés kisebb kompetenciát, tapasztalatot és gyakorlatot is magával hoz, ami a diákoknak még több szorongást és felkészületlenséget jelent a matematikai kihívásokra. Később a főiskolán és az egyetemen a szorongó hallgatók kevesebb matematikával kapcsolatos kurzust vesznek fel, és negatívabban éreznek a matematika iránt. Ashcraft kutatásai szerint a matematikai szorongás és az olyan változók, mint matematikai önbizalom vagy motiváció erős negatív korrelációban vannak egymással.
Ashcraft szerint a matematikai szorongás okozta elkerülés egy empirikus problémát vet fel. Például, amikor egy magasan matematikai szorongó diák rosszul teljesít egy teszten, annak egyaránt lehet oka a matematikai szorongás és a matematikát elkerülő attitűd miatti kompetenciahiány is. Ashcraft olyan teszteket vett fel a tanulókkal, amelyek nehézsége a feladatok során folyamatosan nőtt. Azt vette észre, hogy még a magasan szorongó diákok is jól teljesítenek a teszt első, könnyebb felén. A későbbi, nehezebb feladatok során viszont már erős negatív kapcsolat mutatkozott a teljesítmény és a szorongás között.

## Teljesítménykényszer
A matematikától való félelem kapcsolódhat a tesztekhez és a teljesítménykényszerhez. Néhány kutató erős kapcsolatot talált a matematikai szorongás és a teljesítmény között. Az újabb kutatások a munkamemória szerepét is figyelembe veszik a kérdésben. Ezek kiemelik, hogy a szorongás mentális erőforrásokat köt le, ezért a matematikai szorongó tanulók a számolási feladatokban nem tudják teljes munkamemória-kapacitásukat használni.

## Szorongásmérő skála
A matematikai szorongást mérő skála megalkotása Richardson és Suinn (1972) nevéhez fűződik. Richardson és Suinn definíciója szerint a matematikai szorongás „aggódás és feszültségérzet, ami összekapcsolódik a számok manipulációjával és a matematikai problémák megoldásával különféle szituációkban.”

## Matematikai szorongás az iskolákban: okok és lehetséges megoldások

### Okok
A matematikai szorongás kialakulása gyakran az iskolához köthető, sokszor annak köszönhetően, hogy a tanító maga is szorong matematikai képességei miatt bizonyos területeken. Tipikus példák erre azok a területek, ahol sok matematikatanár nem eléggé kompetens, úgy mint a törtek, hosszú osztások, az algebra, a geometria matematikai bizonyításai, a kalkulus és a topológia. Számos országban a leendő matematikatanároknak elegendő a vizsgákon 51%-ot elérniük, tehát adott esetben egy tanárjelölt, aki a matematikai tanterv 49%-át nem érti, még oktathat, és gyakran oktat is. Félelmei és a megértésének hiányosságai viszont átszállnak a diákjaira is. Ahogy John Taylor Gatto munkáiban hosszasan kifejtette, a 19. század során kialakult modern nyugati iskolarendszer ideális talaj a félelemnek és szorongásnak, valamint kitűnően képes hátráltatni, sőt megakadályozni a tanulást.
Még ha kicsit túlzó is Gatto állítása, számos tekintetben helytálló. A matematikát általában tanításának lényege a jó válaszok tudása, és a rossz válaszok elutasítása. Számos más tárggyal ellentétben a matematikai problémáknak majdnem mindig van egy jó megoldásuk. A probléma az, hogy a diákokat úgy tanítják, hogy egyetlen jó mód vezet a jó megoldáshoz, és bármilyen más út rossz, még ha a jó megoldáshoz vezet is. Tanulás közben a tételek megértése a legfontosabb, de a jó/rossz hozzáállással az oktatásban a tanulók nincsenek motiválva a próbálkozásra, a kísérletezésre, a saját maguk számára ideális megoldási út megtalálására és a kockázatvállalásra. „A tanárok azzal tesznek a legjobbat a gyerekeknek, ha bátorítják őket, hogy saját gondolataik megosztására és válaszaik igazolására szóban, vagy írásban a feladatok megoldása közben. [...] Kevesebb figyelemmel a jó/rossz válasz elkülönítésén és nagyobbal a megoldás folyamatán a tanárok segíthetnek enyhíteni a gyerekek szorongását”.
Míg a legtöbb tantárgy tanítása a gépies tanulástól mára eljutott a konstruktivista tanítási formához, addig a matematikaoktatás még mindig gyakran gépies megértés nélküli tanuláson alapul. Ez a következő folyamatot jelenti:
- Problémakör meghatározása
- Megoldási technika bemutatása
- A megoldás gyakorlása a megtanulásig

A konstruktivista elmélet szerint a tanulás és a tudás a diák saját kreációja, a gépies tanulás és a jó/rossz megoldás attitűd ezzel szemben a diákokban azt erősíti, hogy a matematikai tudás rajtuk kívül áll és tőlük függetlenül jön létre. Azok a tanárok, akik értik a tanított matematikai problémákat, bátorítják a tanulókat kérdéseik feltevésére. Ezzel szemben azok a tanárok, akik nem látják át az általuk tanított anyagot félelmet fejeznek ki és igyekeznek megakadályozni a diákok kérdéseinek feltevését.
Régen látható, hogy bárki megtanítható matematikára (eltekintve azoktól, akik valóban specifikus tanulási nehézségekkel küzdenek. Ehhez csak a megfelelő tanulási vágy, koherens információátadás és adekvát gyakorlás szükséges. Ennek ellenére számos oktatással foglalkozó ember kitart azon nézete mellett, hogy bármi, ami bonyolultabb az egyszerű aritmetikától túlságosan nehéz a legtöbb embernek. Szerencsére az iskolarendszer berendezkedése ellenére a diákok nagy része érdekesnek, megnyugtatónak és élvezetesnek találja a matematikát.

### Megoldások
Herbert Ginsburg kutatásai kimutatták, hogy a szülők és tanárok attitűdjei hatással vannak „a gyerek elvárásaira a tanulás ezen területén. ... Úgy látszik a tényleges tanításnál jobban számít a tanárok és szülők attitűdje és elvárásai”. Ezt később alátámasztotta egy marylandi diákokon végzett vizsgálat is, ami szerint a diák „matematikai érdeklődésük mögött a legfontosabb erőnek szüleiket jelölték meg”.
A Math Academy Online/Platonic Realms szerint a matematika két komponensből tevődik össze. Az első komponens, amire a legtöbb iskolában fókuszálnak, az eredmény kiszámolása. Ez a komponens két alkomponensre bontható: az eredményre magára és a megoldáshoz vezető módszerre. A folyamatra és módszerre való fókuszálás megengedi a tanulóknak, hogy hibázzanak a megoldásban, de elősegíti a matematikai gondolkodást.
A másik komponens a matematikai tételek megértésére vonatkozik, amelyek az éppen tanulmányozott probléma mögött állnak. „.. ebből a szempontból a matematika tanulása sokkal jobban hasonlít a zene, vagy a festés, mint a biológia, vagy történelem tanulásához.” Ezt a nézetet támogatja  Dr. Eugene Geist is. Dr. Geist javaslata, hogy a mögöttes elvek megértésére helyezzük a hangsúlyt a jó megoldás helyett, és hagyjuk a tanulókat magukban dolgozni, majd megbeszélni a megoldásukat, mielőtt a helyes választ eléjük tárnánk. Fontos megjegyezni, hogy a fiatalok utálnak rosszul válaszolni, nem szeretik az olyan szituációkat, ahol kényelmetlen helyzetbe kerülhetnek amiatt, mert rosszul válaszolnak, vagy rosszul tudnak valamit. Az Egyesült Államokban működő Matematikatanárok Országos Szervezete (National Council of Teachers of Mathematics (NCTM) (1989, 1995b) javaslatai a tanároknak a matematikai szorongás megelőzésére a következők:
- Alkalmazkodás különböző tanulási stílusokhoz
- A számokérési helyzetek széles skálájának használata
- Pozitív élmények és tapasztalatok segítése a tanításban
- tartózkodás az önbizalom  és a matematikai siker társítására irányuló tendenciáktól
- A matematikát fontossá tenni
- Hagyni a diákokat saját magukban átgondolni bizonyos tételeket, megoldásokat
- Megengedni különböző társadalmi kezdeményezések beszűrődését az oktatásba
- Előnyben részesíteni az eredeti, minősítő matematikai gondolkodást a tények gépies manipulációjával szemben

A Matematika (és Statisztika) Terápia egy kombinált tanácsadásos és vezetéses módszer felnőttek számára, amit olyan emberek végeznek, akiknek tanácsadó és matematikai képzettsége egyaránt van. Magyarországon ez a módszer még nem érhető el. A terápia során a szorongás okait és a matematikai készségek javítását egyaránt megcélozzák. Új megküzdési módokat mutatnak meg és gyakoroltatnak, hogy a félelem és a negatív érzelmek ne akadályozzák meg a matematika (és a statisztika) megtanulását. Számos tanulmány eredménye szerint az emberek jobban tanulnak, amennyiben aktívan és nem passzívan teszik azt. Az intelligencia több ágát feltételező elméletek szerint a tanítási stílusoknak és többfélének kell lenni, hogy így megfeleljenek az egyéni igényeknek. Matematikát lehet tanítani vizuális/téri-vizuális  logikai, zenei, hallási, mozgásos-kinesztikus, interperszonális, intraperszonális és nyelvi stílusban is.
Mindenki képes tehát a tanulásra, de az, hogy hogyan tanulnak a legjobban és leggyorsabban nagyon különböző lehet. Ezért a tanórákon változatos módokon kell megpróbálni az adott ismeretanyagot átadni. Az új fogalmak/tételek tanítása történhet szerepjátékkal, csoportos munkával, vizuális kulcsokkal (jelekkel), tapasztalati, vagy akár modern információs technológiai eszközökkel is. Például a statisztika tanulásához számos alkalmazás elérhető az interneten, ami segítségével egyszerűen megismerhetik a tanulók az olyan sokszor nehezen érthető dolgokat is, mint a valószínűségi eloszlás vagy a lineáris regresszió.
Az aktív tanulók olyan kritikus kérdéseket tesznek fel, minthogy „miért csináljuk így és miért nem úgy?”. Sok tanár ezeket a kérdéseket idegesítőnek találja, vagy nehezen megválaszolhatónak, és ezért válaszaikban megvetést és ellenségességet közvetítenek, hozzájárulva ezzel a félelem kiépítéséhez. A jobb tanárok lelkesen válaszolnak ezekre, hiszen tudják, hogy az ilyen kérdések segítenek a diák tudásának elmélyítésében. Az alternatív módszerek megkeresése és kipróbálása segít, hogy a tanuló kiválassza, neki melyik a legmegfelelőbb út a megoldásra.
Habár, még mindig a matematikai tananyag jelentős része memorizálásból, és mechanikusan ismételt műveletekből áll. A szorzótábla egy jó példa erre, ahol a gépies tanulás alapvető a matematikai teljesítményben. Amikor egy diáknak nem sikerül megtanulnia a szorzótáblát fiatalon, később matematikai szorongást fog átélni azért, mert társai képesek visszaemlékezni a fontosabb szorzatokra, míg ő nem.
A gyerekek akkor tanulnak legjobban, amikor a matematikatanítás a való élethez kapcsolódó módon történik. A gyerekek élvezik a kísérletezést. Ahhoz, hogy megtanulják a matematikát bármilyen szinten, a diákokat bátorítani kell a felfedezésre, a találgatásra és gondolkodásra a gépies tanulásban és a műveletek során egyaránt.

## Fordítás
- Ez a szócikk részben vagy egészben  a   Mathematical anxiety című angol Wikipédia-szócikk fordításán alapul.  Az eredeti cikk szerkesztőit annak laptörténete sorolja fel. Ez a jelzés csupán a megfogalmazás eredetét és a szerzői jogokat jelzi, nem szolgál a cikkben szereplő információk forrásmegjelöléseként.